# Коростильов Павло Сергійович
Павло Сергійович Коростильов (нар. 5 листопада 1997, Львів, Україна) — український стрілець, чемпіон юнацьких Олімпійських ігор 2014, дворазовий чемпіон Європи, чемпіон світу.

## Кар'єра
Коростильов здобув впевнену перемогу у стрільбі з пневматичного пістолета з десяти метрів на юнацьких Олімпійських іграх 2014. Набравши 203,4 бала він встановив новий юнацький світовий рекорд.
Взяв участь у перших Європейських іграх, що пройшли літом 2015 у Баку, Азербайджан. Там він здобув п'яте місце у стрільбі з пневматичного пістолета з десяти метрів. Це дозволило йому пройти кваліфікацію на Олімпійські ігри 2016.
Взимку 2016 року зумів здобути бронзову нагороду на чемпіонаті Європи зі стрільби пневматичною зброєю.
На Олімпійських іграх спортсмен брав участь у двох дисциплінах: стрільба з пневматичного пістолету на 10 метрів та швидкісного пістолету на 25 метрів. Пройти у фінальну частину змагань йому не вдалося, завершивши виступи на 35 та 16 місцях відповідно.
На другому етапі Кубка світу 2017 року, що проходив у Мюнхені, Коростильов здобув свою першу перемогу в кар'єрі на цих змаганнях, набравши 240,9 очка та встановивши новий рекорд світу серед юніорів.
На чемпіонаті Європи 2017 року спортсмен завоював шість медалей. У стрільбі з пістолета на дистанції 50 метрів Коростильов повторив світовий рекорд чотираразового олімпійського чемпіона Чин Чон Она, набравши 230.5 очка, та вперше в кар'єрі став чемпіоном Європи. У стрільбі з пістолета на дистанції 25 метрів спортсмен встановив юніорський рекорд світу, набравши 581 очко, та став дворазовим чемпіоном Європи. У командних змаганнях Коростильов виграв два золота, одну срібну та одну бронзову медаль.
У 2018 році на чемпіонаті світу став четвертим у стрільбі з пневматичного пістолета на 10 метрів, що дозволило йому стати першим українським спортсменом, що виборов ліцензію на Олімпійські ігри 2020 року. У неолімпійських дисциплінах спортсмен спершу виграв бронзову медаль у стрільбі з пістолета центральної дії на 25 метрів, а потім став чемпіоном світу в стрільбі зі стандартного пістолета на 25 метрів.
На чемпіонаті Європи зі стрільби з пневматичної зброї (з дистанції 10 м) в хорватському Осієку, 23 березня 2019, Павло виграв золото, набравши 241,3 очка.
На II Європейських іграх в парі з Оленою Костевич виборов бронзову нагороду у пістолеті на 25 м 
У жовтні 2019 року на 7-х Всесвітніх Іграх серед військовослужбовців в Китаї здобув срібну нагороду у вправі РПГ на відстані 25 метрів з 589 очками. У стрільбі з великокаліберного пістолета на 25 м разом з Олександром Петрівим та Юрієм Колесником з результатом 1736 очок стали бронзовими призерами. Перемогу здобув у стрільбі з великокаліберного пістолету на 25 метрів з результатом 588 очок.

## Спортивні результати

### Виступи на Олімпіадах
| Рік  | Місце проведення         | Дисципліна                       | Місце |
| ---- | ------------------------ | -------------------------------- | ----- |
| 2016 | Ріо-де-Жанейро, Бразилія | пневматичний пістолет, 10 метрів | 35    |
| 2016 | Ріо-де-Жанейро, Бразилія | швидкісний пістолет, 25 метрів   | 16    |
| 2020 | Токіо, Японія            | пневматичний пістолет, 10 метрів | 4     |
| 2020 | Токіо, Японія            | швидкісний пістолет, 25 метрів   | 9     |

### Виступи на чемпіонатах світу
| Рік  | Місце проведення        | Дисципліна                                | Місце |
| ---- | ----------------------- | ----------------------------------------- | ----- |
| 2014 | Гранада, Іспанія        | пневматичний пістолет, 10 метрів          | 27    |
| 2014 | Гранада, Іспанія        | центральний пістолет, 25 метрів           | 15    |
| 2014 | Гранада, Іспанія        | стандартний пістолет, 25 метрів           | 6     |
| 2014 | Гранада, Іспанія        | пістолет, 50 метрів                       | 5     |
| 2014 | Гранада, Іспанія        | центральний пістолет, 25 метрів, команда  | 1     |
| 2014 | Гранада, Іспанія        | стандартний пістолет, 25 метрів, команда  | 1     |
| 2018 | Кванджу, Південна Корея | пневматичний пістолет, 10 метрів          | 4     |
| 2018 | Кванджу, Південна Корея | швидкісний пістолет, 25 метрів            | 22    |
| 2018 | Кванджу, Південна Корея | центральний пістолет, 25 метрів           | 3     |
| 2018 | Кванджу, Південна Корея | стандартний пістолет, 25 метрів           | 1     |
| 2018 | Кванджу, Південна Корея | пневматичний пістолет, 10 метрів, команда | 6     |
| 2018 | Кванджу, Південна Корея | швидкісний пістолет, 25 метрів, команда   | 6     |
| 2018 | Кванджу, Південна Корея | центральний пістолет, 25 метрів, команда  | 7     |
| 2018 | Кванджу, Південна Корея | стандартний пістолет, 25 метрів, команда  | 3     |
| 2018 | Кванджу, Південна Корея | пневматичний пістолет, 10 метрів, мікст   | 20    |
| 2022 | Каїр, Єгипет            | пневматичний пістолет, 10 метрів          | 3     |
| 2022 | Каїр, Єгипет            | швидкісний пістолет, 25 метрів            | 9     |
| 2022 | Каїр, Єгипет            | центральний пістолет, 25 метрів           |       |
| 2022 | Каїр, Єгипет            | стандартний пістолет, 25 метрів           | 1     |
| 2022 | Каїр, Єгипет            | пневматичний пістолет, 10 метрів, команда | 7     |
| 2022 | Каїр, Єгипет            | швидкісний пістолет, 25 метрів, команда   | 2     |
| 2022 | Каїр, Єгипет            | пневматичний пістолет, 10 метрів, мікст   | 48    |
| 2022 | Каїр, Єгипет            | швидкісний пістолет, 25 метрів, мікст     | 6     |
| 2022 | Каїр, Єгипет            | стандартний пістолет, 25 метрів, мікст    | 3     |

### Нагороди
Лауреат Премії Кабінету Міністрів України за особливі досягнення молоді у розбудові України (2015).

## Державні нагороди
- Орден «За заслуги» III ст. (7 вересня 2023) — За досягнення високих спортивних результатів на III Європейських іграх у м.Кракові (Республіка Польща), виявлені самовідданість та волю до перемоги, піднесення міжнародного авторитету України.[16]
- Медаль «За працю і звитягу» (15 липня 2019) — За За досягнення високих спортивних результатів II Європейських іграх у м.Мінську (Республіка Білорусь), виявлені самовідданість та волю до перемоги, піднесення міжнародного авторитету України[17]